# Luigi Radice
Luigi Radice, detto Gigi (Cesano Maderno, 15 gennaio 1935 – Monza, 7 dicembre 2018), è stato un calciatore e allenatore di calcio italiano, di ruolo difensore, promotore negli anni settanta del pressing a tutto campo.

## Caratteristiche tecniche
Ruvido e coriaceo, Radice incarnava il prototipo del marcatore puro degli anni '50 e '60. Terzino sinistro classico, non aveva piedi molto buoni ma sapeva annullare un avversario fino al punto di non far accorgere la squadra della sua presenza.

## Carriera

### Giocatore

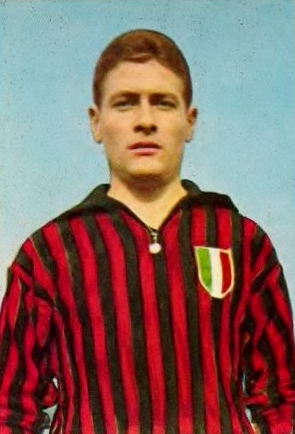
Radice al Milan nella stagione 1962-63

Vestì le maglie di Milan, Triestina, Padova, da terzino sinistro, nel corso degli anni Cinquanta-Sessanta. Cresciuto alle giovanili rossonere e inizialmente passato in prima squadra con poca fortuna (19 presenze in tre stagioni, con le vittorie di due scudetti e una Coppa Latina), militò prima negli alabardati, poi nei biancoscudati con cui si meritò il ritorno a Milano, divenendo uno dei protagonisti dello scudetto 1961-62 e della vittoria in Coppa dei Campioni nella stagione successiva. Con i rossoneri disputò 95 partite segnando un gol. Abbandonò la carriera dopo un grave infortunio al ginocchio.

### Allenatore

#### Monza
Incominciò ad allenare la squadra del Monza, stagione 1966-67, vincendo il campionato di Serie C e raggiungendo, l'anno seguente, la salvezza in B.

#### Treviso, Cesena e Fiorentina
Dopo l'esperienza al Treviso conquistò la Serie A col Cesena nel torneo cadetto 1972-73, prima promozione dei bianconeri in Serie A, per poi esordire in A con la Fiorentina nel 1973-74.

#### Cagliari e scudetto col Torino
Dopo l'esperienza al Cagliari l'anno successivo, passò al Torino dove vinse, nel 1975-76, il primo e unico scudetto del post-Superga, che gli valse il premio Seminatore d'oro di miglior allenatore dell'anno. Nei campionati successivi raggiunse in granata il 2º, 3º, 5º posto.
Il 17 aprile 1979 rimase coinvolto in un incidente stradale sull'Autostrada dei Fiori, che stava percorrendo sulla sua auto insieme con l'ex calciatore Paolo Barison. Nello scontro Radice riportò alcune contusioni, Barison perse la vita. Nella stagione 1979-80 fu esonerato dal Torino, con la squadra in zona retrocessione.

#### Bologna e Milan
L'annata 1980-81 fu al Bologna nella stagione dell'handicap in classifica (-5) che seguì lo scandalo Totonero; la penalizzazione fu lasciata subito alle spalle, portando i felsinei al 7º posto in graduatoria. Ha allenato il Milan nel negativo campionato 1981-82, venendo esonerato, sostituito a inizio girone di ritorno da Italo Galbiati in una stagione chiusasi con la retrocessione dei rossoneri.

#### Bari, Inter, ritorno al Torino, Roma e Cagliari
Nel 1983 fu chiamato in corsa sulla panchina del Bari, in Serie B, dal presidente Antonio Matarrese, subentrando all'esonerato Enrico Catuzzi, e guidò i biancorossi nelle restanti 13 gare di campionato. Successivamente allenò Inter (1983-84), Torino (dal 1984-85 al 1988-89), dove il primo anno ottenne il 2º posto, miglior piazzamento della squadra granata dall’anno dello scudetto, Roma (1989-90), Cagliari, Fiorentina (dal 1991 al 1993) dove, alla seconda stagione, fu esonerato dopo 14 gare di campionato.

#### Fiorentina
Assunto da Cecchi Gori dopo l'esonero di Sebastião Lazaroni, portò i viola alla salvezza. L'annata successiva i gigliati ebbero inizio positivo: a Natale erano al 2º posto; qui subirono il pesante ko (3-7) dal Milan e dopo lo 0-1 del 3 gennaio 1993 subito dall'Atalanta, con la Fiorentina al 6º posto, avvenne l'accesa lite tra Radice e il vicepresidente Vittorio Cecchi Gori. Alla fine l'esonero fu confermato dal dirigente in diretta al Processo del Lunedì. Incredibilmente la stagione della Fiorentina si concluse con una drammatica retrocessione.

#### Ritorno al Cagliari, Genoa e Monza
Successivamente tornò a Cagliari nel 1993-94, per il torneo 1995-96 fu al Genoa. Chiuse la carriera di allenatore dove aveva incominciato, a Monza, con cui nel 1996-97 ottenne la promozione in Serie B e nella stagione successiva, 1997-98, fu esonerato dopo la 5ª gara.

### Malattia e morte
Il 26 aprile 2015, intervistato dal quotidiano Il Giornale, il figlio Ruggero rivelò che il padre era affetto dalla malattia di Alzheimer.
Muore a Monza il 7 dicembre 2018 all'età di 83 anni. Due giorni dopo viene ricordato con striscioni, lutto al braccio e un minuto di silenzio a San Siro prima della gara tra Milan e Torino, le due squadre più rappresentative della sua carriera.

## Statistiche

### Presenze e reti nei club
| Stagione        | Squadra         | Campionato      | Campionato | Campionato | Coppe nazionali | Coppe nazionali | Coppe nazionali | Coppe continentali | Coppe continentali | Coppe continentali | Altre coppe | Altre coppe | Altre coppe | Totale | Totale |
| Stagione        | Squadra         | Comp            | Pres       | Reti       | Comp            | Pres            | Reti            | Comp               | Pres               | Reti               | Comp        | Pres        | Reti        | Pres   | Reti   |
| --------------- | --------------- | --------------- | ---------- | ---------- | --------------- | --------------- | --------------- | ------------------ | ------------------ | ------------------ | ----------- | ----------- | ----------- | ------ | ------ |
| 1955-1956       | Milan           | A               | 8          | 0          | -               | -               | -               | CC                 | 1                  | 0                  | CL          | 2           | 0           | 11     | 0      |
| 1956-1957       | Milan           | A               | 1          | 0          | -               | -               | -               | -                  | -                  | -                  | CL          | 2           | 0           | 3      | 0      |
| 1957-1958       | Milan           | A               | 9          | 0          | CI              | 1               | 0               | CC                 | 4                  | 0                  | -           | -           | -           | 14     | 0      |
| 1958-1959       | Milan           | A               | 2          | 0          | CI              | 1               | 0               | -                  | -                  | -                  | CA          | 1           | 0           | 4      | 0      |
| 1959-1960       | Triestina       | B               | 31         | 0          | CI              | ?               | ?               | -                  | -                  | -                  | -           | -           | -           | 31+    | 0+     |
| lug.-nov. 1960  | Milan           | A               | 2          | 0          | CI              | 0               | 0               | -                  | -                  | -                  | -           | -           | -           | 2      | 0      |
| dic. 1960-1961  | Padova          | A               | 24         | 0          | CI              | 2               | 0               | -                  | -                  | -                  | -           | -           | -           | 26     | 0      |
| 1961-1962       | Milan           | A               | 28         | 1          | CI              | 0               | 0               | CdF                | 1                  | 0                  | CA          | 0           | 0           | 29     | 1      |
| 1962-1963       | Milan           | A               | 23         | 0          | CI              | 1               | 0               | CC                 | 5                  | 0                  | CA          | 0           | 0           | 29     | 0      |
| 1963-1964       | Milan           | A               | 0          | 0          | CI              | 0               | 0               | CC                 | 0                  | 0                  | CInt        | 0           | 0           | 0      | 0      |
| 1964-1965       | Milan           | A               | 2          | 0          | CI              | 1               | 0               | CdF                | 0                  | 0                  | -           | -           | -           | 3      | 0      |
| Totale Milan    | Totale Milan    | Totale Milan    | 75         | 1          |                 | 4               | 0               |                    | 11                 | 0                  |             | 5           | 0           | 95     | 1      |
| Totale carriera | Totale carriera | Totale carriera | 130        | 1          |                 | 6+              | 0+              |                    | 11                 | 0                  |             | 5           | 0           | 152+   | 1+     |

### Cronologia presenze e reti in nazionale
| Cronologia completa delle presenze e delle reti in nazionale ― Italia | Cronologia completa delle presenze e delle reti in nazionale ― Italia | Cronologia completa delle presenze e delle reti in nazionale ― Italia | Cronologia completa delle presenze e delle reti in nazionale ― Italia | Cronologia completa delle presenze e delle reti in nazionale ― Italia | Cronologia completa delle presenze e delle reti in nazionale ― Italia | Cronologia completa delle presenze e delle reti in nazionale ― Italia | Cronologia completa delle presenze e delle reti in nazionale ― Italia |
| Data                                                                  | Città                                                                 | In casa                                                               | Risultato                                                             | Ospiti                                                                | Competizione                                                          | Reti                                                                  | Note                                                                  |
| --------------------------------------------------------------------- | --------------------------------------------------------------------- | --------------------------------------------------------------------- | --------------------------------------------------------------------- | --------------------------------------------------------------------- | --------------------------------------------------------------------- | --------------------------------------------------------------------- | --------------------------------------------------------------------- |
| 5-5-1962                                                              | Firenze                                                               | Italia                                                                | 2 – 1                                                                 | Francia                                                               | Amichevole                                                            | -                                                                     |                                                                       |
| 13-5-1962                                                             | Bruxelles                                                             | Belgio                                                                | 1 – 3                                                                 | Italia                                                                | Amichevole                                                            | -                                                                     |                                                                       |
| 31-5-1962                                                             | Santiago del Cile                                                     | Italia                                                                | 0 – 0                                                                 | Germania Ovest                                                        | Mondiali 1962 - 1º turno                                              | -                                                                     |                                                                       |
| 7-6-1962                                                              | Santiago del Cile                                                     | Italia                                                                | 3 – 0                                                                 | Svizzera                                                              | Mondiali 1962 - 1º turno                                              | -                                                                     |                                                                       |
| 11-11-1962                                                            | Vienna                                                                | Austria                                                               | 1 – 2                                                                 | Italia                                                                | Amichevole                                                            | -                                                                     |                                                                       |
| Totale                                                                |                                                                       | Presenze                                                              | 5                                                                     |                                                                       | Reti                                                                  | 0                                                                     |                                                                       |

### Statistiche da allenatore
In grassetto le competizioni vinte.
| Stagione          | Squadra           | Campionato        | Campionato | Campionato | Campionato | Campionato | Coppe nazionali | Coppe nazionali | Coppe nazionali | Coppe nazionali | Coppe nazionali | Coppe continentali | Coppe continentali | Coppe continentali | Coppe continentali | Coppe continentali | Altre coppe | Altre coppe | Altre coppe | Altre coppe | Altre coppe | Totale | Totale | Totale | Totale | % Vittorie | Piazzamento       |
| Stagione          | Squadra           | Comp              | G          | V          | N          | P          | Comp            | G               | V               | N               | P               | Comp               | G                  | V                  | N                  | P                  | Comp        | G           | V           | N           | P           | G      | V      | N      | P      | %          | Piazzamento       |
| ----------------- | ----------------- | ----------------- | ---------- | ---------- | ---------- | ---------- | --------------- | --------------- | --------------- | --------------- | --------------- | ------------------ | ------------------ | ------------------ | ------------------ | ------------------ | ----------- | ----------- | ----------- | ----------- | ----------- | ------ | ------ | ------ | ------ | ---------- | ----------------- |
| 1966-1967         | Monza             | C                 | 34+1       | 20+1       | 10         | 4          | -               | -               | -               | -               | -               | -                  | -                  | -                  | -                  | -                  | -           | -           | -           | -           | -           | 35     | 21     | 10     | 4      | 60,00      | 1º (prom.)        |
| 1967-feb. 1968    | Monza             | B                 | 25         | 6          | 14         | 5          | CI              | 2               | 1               | 0               | 1               | -                  | -                  | -                  | -                  | -                  | -           | -           | -           | -           | -           | 27     | 7      | 14     | 6      | 25,93      | Eson.             |
| 1968-1969         | Treviso           | C                 | 38         | 14         | 18         | 6          | -               | -               | -               | -               | -               | -                  | -                  | -                  | -                  | -                  | -           | -           | -           | -           | -           | 38     | 14     | 18     | 6      | 36,84      | 4º                |
| 1969-1970         | Monza             | B                 | 38         | 15         | 15         | 8          | CI              | 3               | 1               | 2               | 0               | -                  | -                  | -                  | -                  | -                  | -           | -           | -           | -           | -           | 41     | 16     | 17     | 8      | 39,02      | 5º                |
| 1970-1971         | Monza             | B                 | 38         | 9          | 17         | 12         | CI              | 5+2             | 1               | 2+2             | 2               | -                  | -                  | -                  | -                  | -                  | -           | -           | -           | -           | -           | 45     | 10     | 21     | 14     | 22,22      | 15º               |
| 1971-1972         | Cesena            | B                 | 38         | 13         | 17         | 8          | CI              | 4               | 0               | 1               | 3               | -                  | -                  | -                  | -                  | -                  | -           | -           | -           | -           | -           | 42     | 13     | 18     | 11     | 30,95      | 6º                |
| 1972-1973         | Cesena            | B                 | 38         | 17         | 15         | 6          | CI              | 4               | 2               | 1               | 1               | -                  | -                  | -                  | -                  | -                  | -           | -           | -           | -           | -           | 42     | 19     | 16     | 7      | 45,24      | 2º (prom.)        |
| Totale Cesena     | Totale Cesena     | Totale Cesena     | 76         | 30         | 32         | 14         |                 | 8               | 2               | 2               | 4               |                    | -                  | -                  | -                  | -                  |             | -           | -           | -           | -           | 84     | 32     | 34     | 18     | 38,10      |                   |
| 1973-1974         | Fiorentina        | A                 | 30         | 10         | 13         | 7          | CI              | 4               | 1               | 2               | 1               | CU                 | 2                  | 0                  | 1                  | 1                  | -           | -           | -           | -           | -           | 36     | 11     | 16     | 19     | 30,56      | 6º                |
| dic. 1974-1975    | Cagliari          | A                 | 21         | 4          | 12         | 5          | CI              | 0               | 0               | 0               | 0               | -                  | -                  | -                  | -                  | -                  | -           | -           | -           | -           | -           | 21     | 4      | 12     | 5      | 19,05      | Sub., 10º         |
| 1975-1976         | Torino            | A                 | 30         | 18         | 9          | 3          | CI              | 4               | 3               | 0               | 1               | -                  | -                  | -                  | -                  | -                  | -           | -           | -           | -           | -           | 34     | 21     | 9      | 4      | 61,76      | 1º                |
| 1976-1977         | Torino            | A                 | 30         | 21         | 8          | 1          | CI              | 4               | 2               | 1               | 1               | CC                 | 4                  | 1                  | 2                  | 1                  | -           | -           | -           | -           | -           | 38     | 24     | 11     | 3      | 63,16      | 2º                |
| 1977-1978         | Torino            | A                 | 30         | 14         | 11         | 5          | CI              | 10              | 4               | 4               | 2               | CU                 | 6                  | 2                  | 1                  | 3                  | -           | -           | -           | -           | -           | 46     | 20     | 16     | 10     | 43,48      | 2º                |
| 1978-1979         | Torino            | A                 | 30         | 11         | 14         | 5          | CI              | 4               | 2               | 0               | 2               | CU                 | 2                  | 1                  | 0                  | 1                  | -           | -           | -           | -           | -           | 36     | 14     | 14     | 8      | 38,89      | 5º                |
| 1979-feb. 1980    | Torino            | A                 | 19         | 5          | 8          | 6          | CI              | 6               | 4               | 2               | 0               | CU                 | 2                  | 1                  | 0                  | 1                  | -           | -           | -           | -           | -           | 27     | 10     | 10     | 7      | 37,04      | Eson.             |
| 1980-1981         | Bologna           | A                 | 30         | 11         | 12         | 7          | CI              | 8               | 5               | 2               | 1               | -                  | -                  | -                  | -                  | -                  | TdC         | 3           | 1           | 1           | 1           | 41     | 17     | 15     | 9      | 41,46      | 7º                |
| 1981-gen. 1982    | Milan             | A                 | 16         | 3          | 6          | 7          | CI              | 4               | 2               | 1               | 1               | -                  | -                  | -                  | -                  | -                  | CM          | 3           | 1           | 1           | 1           | 23     | 6      | 8      | 9      | 26,09      | Eson.             |
| mar.-giu. 1983    | Bari              | B                 | 13         | 3          | 5          | 5          | CI              | 0               | 0               | 0               | 0               | -                  | -                  | -                  | -                  | -                  | -           | -           | -           | -           | -           | 13     | 3      | 5      | 5      | 23,08      | Sub., 20º (retr.) |
| 1983-1984         | Inter             | A                 | 30         | 12         | 11         | 7          | CI              | 5               | 2               | 1               | 2               | CU                 | 6                  | 2                  | 0                  | 4                  | -           | -           | -           | -           | -           | 41     | 16     | 12     | 13     | 39,02      | 4º                |
| 1984-1985         | Torino            | A                 | 30         | 14         | 11         | 5          | CI              | 9               | 3               | 5               | 1               | -                  | -                  | -                  | -                  | -                  | -           | -           | -           | -           | -           | 39     | 17     | 16     | 6      | 43,59      | 2º                |
| 1985-1986         | Torino            | A                 | 30         | 11         | 11         | 8          | CI              | 9               | 5               | 2               | 2               | CU                 | 4                  | 1                  | 2                  | 1                  | TE          | 5           | 2           | 2           | 1           | 48     | 19     | 17     | 12     | 39,58      | 4º                |
| 1986-1987         | Torino            | A                 | 30         | 8          | 10         | 12         | CI              | 7               | 2               | 4               | 1               | CU                 | 8                  | 4                  | 3                  | 1                  | -           | -           | -           | -           | -           | 45     | 14     | 17     | 14     | 31,11      | 9º                |
| 1987-1988         | Torino            | A                 | 30+1       | 8+0        | 15+1       | 7+0        | CI              | 13              | 8               | 1               | 4               | -                  | -                  | -                  | -                  | -                  | -           | -           | -           | -           | -           | 44     | 16     | 17     | 11     | 36,36      | 7º                |
| ago.-dic. 1988    | Torino            | A                 | 9          | 2          | 3          | 4          | CI              | 8               | 5               | 2               | 1               | -                  | -                  | -                  | -                  | -                  | -           | -           | -           | -           | -           | 17     | 7      | 5      | 5      | 41,18      | Eson.             |
| Totale Torino     | Totale Torino     | Totale Torino     | 268+1      | 112+0      | 100+1      | 56+0       |                 | 74              | 38              | 21              | 15              |                    | 26                 | 10                 | 8                  | 8                  |             | 5           | 2           | 2           | 1           | 374    | 162    | 132    | 80     | 43,32      |                   |
| 1989-1990         | Roma              | A                 | 34         | 14         | 13         | 7          | CI              | 6               | 4               | 0               | 2               | -                  | -                  | -                  | -                  | -                  | -           | -           | -           | -           | -           | 40     | 18     | 13     | 9      | 45,00      | 6º                |
| ott. 1990-1991    | Bologna           | A                 | 28         | 3          | 10         | 15         | CI              | 4               | 3               | 0               | 1               | CU                 | 6                  | 2                  | 1                  | 3                  | -           | -           | -           | -           | -           | 38     | 8      | 11     | 19     | 21,05      | Sub. 18º (retr.)  |
| Totale Bologna    | Totale Bologna    | Totale Bologna    | 58         | 14         | 22         | 22         |                 | 12              | 8               | 2               | 2               |                    | 6                  | 2                  | 1                  | 3                  |             | 3           | 1           | 1           | 1           | 105    | 35     | 34     | 36     | 33,33      |                   |
| ott. 1991-1992    | Fiorentina        | A                 | 29         | 9          | 11         | 9          | CI              | 2               | 0               | 2               | 0               | -                  | -                  | -                  | -                  | -                  | -           | -           | -           | -           | -           | 31     | 9      | 13     | 9      | 29,03      | Sub., 12º         |
| 1992-gen. 1993    | Fiorentina        | A                 | 14         | 5          | 5          | 4          | CI              | 4               | 2               | 1               | 1               | -                  | -                  | -                  | -                  | -                  | -           | -           | -           | -           | -           | 18     | 7      | 6      | 5      | 38,89      | Eson.             |
| Totale Fiorentina | Totale Fiorentina | Totale Fiorentina | 73         | 24         | 29         | 20         |                 | 10              | 3               | 5               | 2               |                    | 2                  | 0                  | 1                  | 1                  |             | -           | -           | -           | -           | 85     | 27     | 35     | 23     | 31,76      |                   |
| ago. 1993         | Cagliari          | A                 | 1          | 0          | 0          | 1          | CI              | 0               | 0               | 0               | 0               | CU                 | 0                  | 0                  | 0                  | 0                  | -           | -           | -           | -           | -           | 1      | 0      | 0      | 1      | &0,00      | Eson.             |
| Totale Cagliari   | Totale Cagliari   | Totale Cagliari   | 22         | 4          | 12         | 6          |                 | -               | -               | -               | -               |                    | -                  | -                  | -                  | -                  |             | -           | -           | -           | -           | 22     | 4      | 12     | 6      | 18,18      |                   |
| 1995-feb. 1996    | Genoa             | B                 | 23         | 8          | 6          | 9          | CI              | 2               | 1               | 0               | 1               | -                  | -                  | -                  | -                  | -                  | CAI         | 7           | 4           | 3           | 0           | 32     | 13     | 9      | 10     | 40,63      | Eson.             |
| mar.-giu. 1997    | Monza             | C1                | 8+3        | 3+3        | 4+0        | 1+0        | CI+CI-C         | 0               | 0               | 0               | 0               | -                  | -                  | -                  | -                  | -                  | -           | -           | -           | -           | -           | 11     | 6      | 4      | 1      | 54,55      | Sub., 5º (prom.)  |
| lug.-set. 1997    | Monza             | B                 | 5          | 1          | 1          | 3          | CI              | 2               | 0               | 1               | 1               | -                  | -                  | -                  | -                  | -                  | -           | -           | -           | -           | -           | 7      | 1      | 2      | 4      | 14,29      | Eson.             |
| Totale Monza      | Totale Monza      | Totale Monza      | 148+4      | 54+4       | 61+0       | 33+0       |                 | 14              | 3               | 7               | 4               |                    | -                  | -                  | -                  | -                  |             | -           | -           | -           | -           | 166    | 61     | 68     | 37     | 36,75      |                   |
| Totale carriera   | Totale carriera   | Totale carriera   | 804        | 296        | 316        | 192        |                 | 135             | 63              | 39              | 33              |                    | 40                 | 14                 | 10                 | 16                 |             | 18          | 8           | 7           | 3           | 997    | 381    | 372    | 244    | 38,21      |                   |

## Palmarès

### Calciatore

#### Club

##### Competizioni nazionali
- Campionato italiano: 3

Milan: 1956-1957, 1958-1959, 1961-1962

##### Competizioni internazionali
- Coppa dei Campioni: 1

Milan: 1962-1963
- Coppa Latina: 1

Milan: 1956

### Allenatore

#### Club

##### Competizioni nazionali
- Serie C: 1

Monza: 1966-1967 (girone A)
- Campionato italiano: 1

Torino: 1975-1976

#### Individuale
- Seminatore d'oro: 1

1975-1976
- Hall of Fame calcio italiano: 2019 (postumo)